# Reniement de Pierre

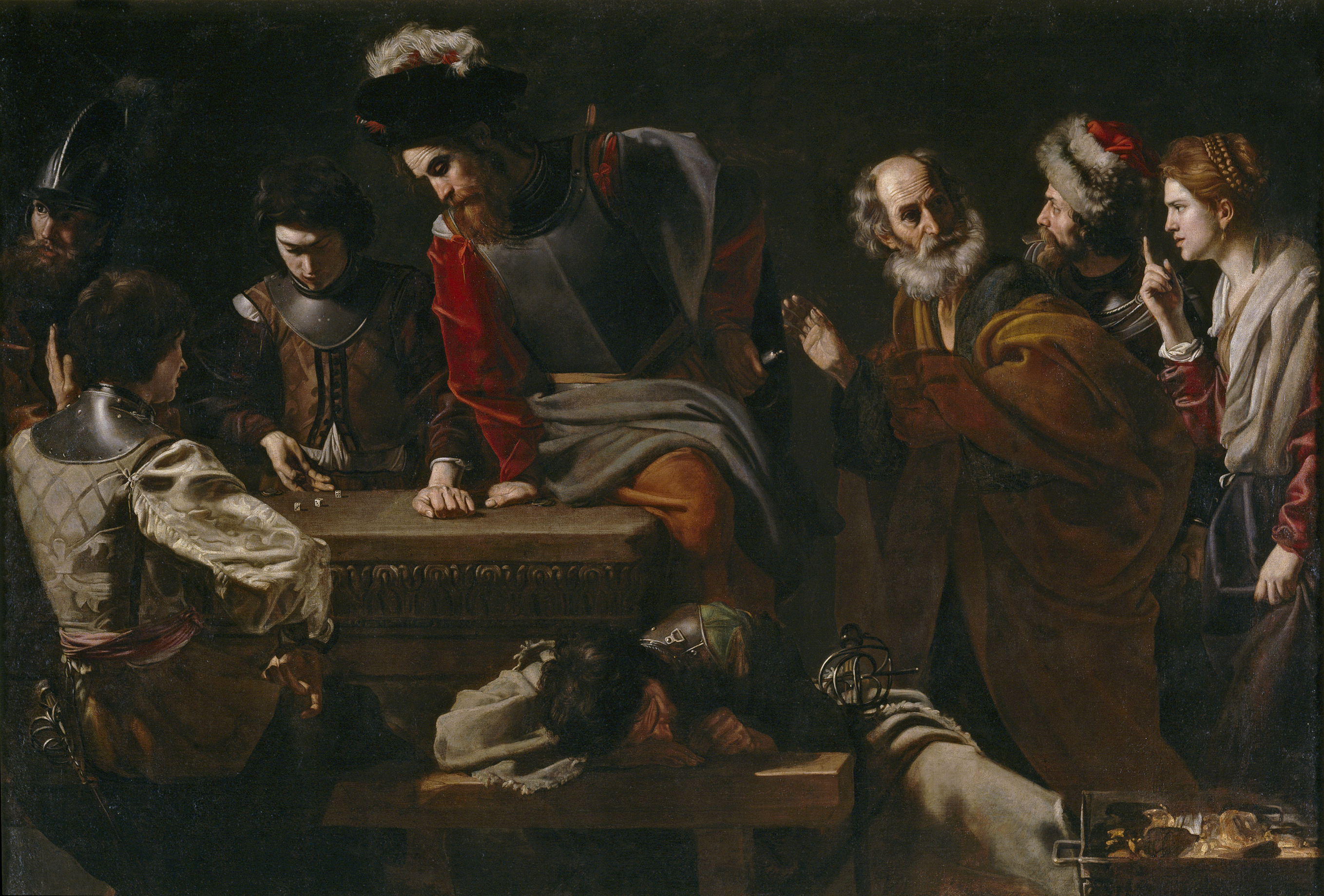
Nicolas Tournier, Le Reniement de saint Pierre (1625-1626), musée du Prado, Madrid.

Le reniement de Pierre est un épisode de la Passion du Christ qui se déroule dans la cour du grand prêtre du Temple de Jérusalem (Caïphe dans les Évangiles synoptiques ou Anân dans l'Évangile selon Jean) lorsque Jésus subit son premier interrogatoire après son arrestation. L'apôtre Pierre, seul disciple qui a réussi à se faufiler dans ce lieu, est pris à partie par des servantes qui l'identifient comme galiléen par son accent, et nie connaître Jésus.

## Récits bibliques
Chacun des quatre Évangiles rapporte qu'après l'arrestation de Jésus, l'apôtre Pierre, par peur de risquer lui aussi la mort, nie trois fois avoir eu une relation avec celui-ci. Puis, lorsque le coq chante, Pierre sort et pleure amèrement, au souvenir de l'annonce que le Christ lui a faite de cette lâcheté : « Avant que le coq chante, tu m'auras renié trois fois ».
Évangiles selon Matthieu 26-34 ; Marc 14-30 ; Luc 22-34 ; Jean 13, 38.

## Dans la littérature et les arts

### En littérature
- L'ensemble de l'épisode a été traité en littérature : Luigi Tansillo (mort en 1568) écrivit le poème monumental Lagrime di San Pietro (Les larmes de saint Pierre), en 15 chants et 1277 strophes; édition posthume intégrale, en 1585, à Naples.

- Au XIXe siècle, le poète français Charles Baudelaire publia sa vision du Reniement de saint Pierre dans Les Fleurs du mal (1857).
- Dans son livre Le Bouc émissaire, René Girard livre une interprétation anthropologique et sociologique du reniement de Saint-Pierre, l'établissant non pas comme une marque de lâcheté, mais comme une marque de la condition humaine : la difficulté de résister à une foule.

### En peinture
De nombreux artistes ont traité ce thème, parmi lesquels :
- Le Caravage, Le Reniement de saint Pierre (1610), Metropolitan Museum of Art.
- José de Ribera, Le Reniement de saint Pierre (v. 1615-1616), Palais Corsini, Rome.
- Gerrit van Honthorst, Le Reniement de saint Pierre (v. 1620).
- Gerard Seghers, Le Reniement de saint Pierre (1623).
- Nicolas Tournier, Le Reniement de saint Pierre (1625-1626), musée du Prado.
- Hendrick ter Brugghen, Le Reniement de saint Pierre (1626-1629).
- Georges de La Tour, Le Reniement de saint Pierre (1650).
- Mathieu Le Nain, Le Reniement de saint Pierre (v. 1655), musée du Louvre.
- Rembrandt, Le Reniement de saint Pierre (1660), Rijksmuseum Amsterdam.
- Le Guerchin, Le Reniement de saint Pierre, église Saint-Pierre de Montmartre.

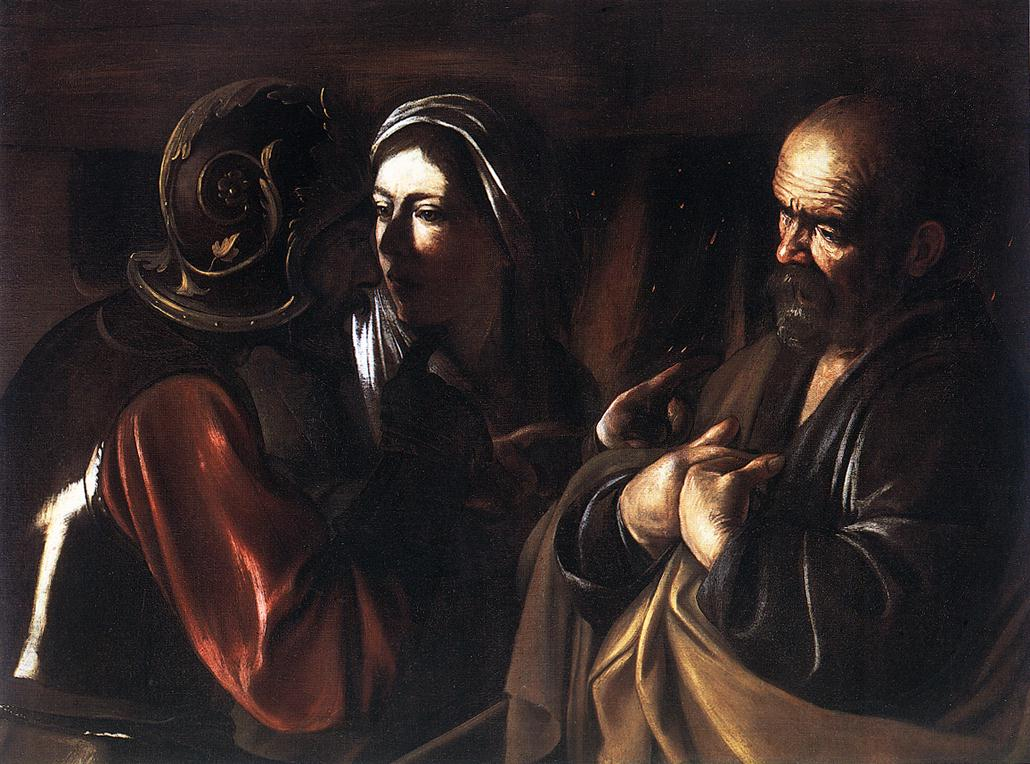
Le Caravage
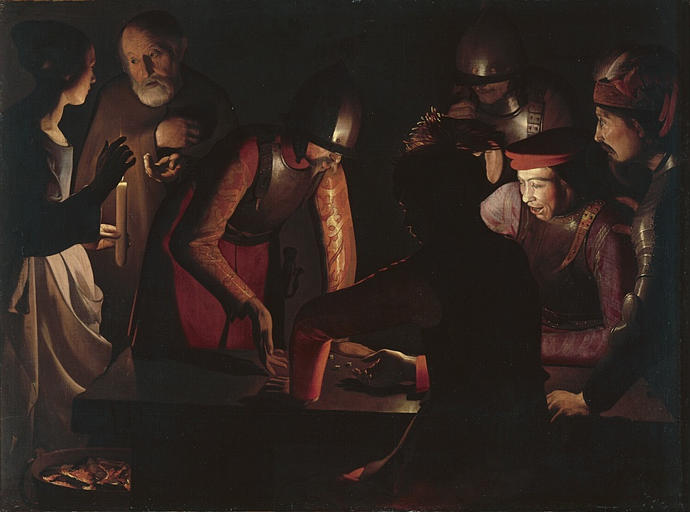
Georges de La Tour
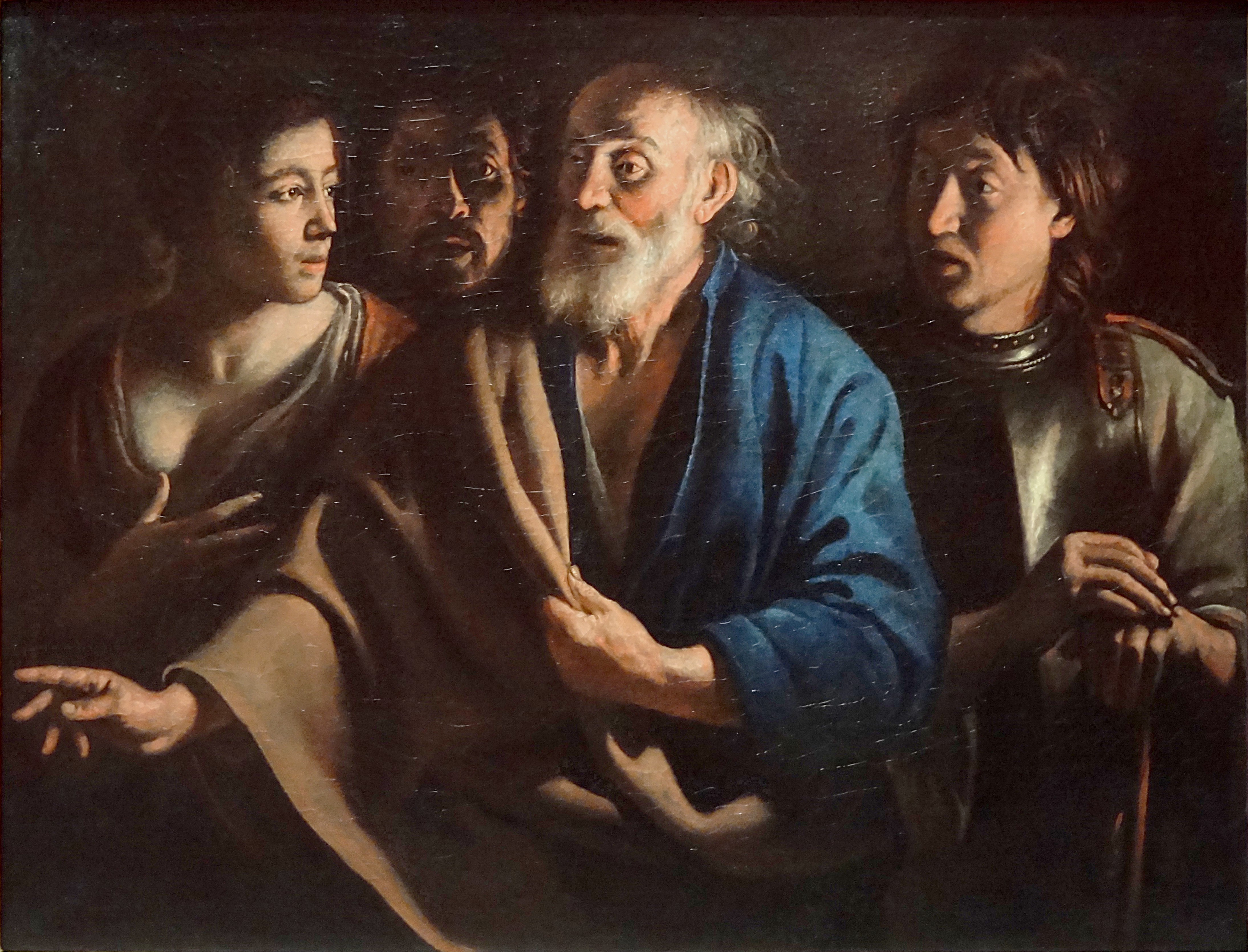
Mathieu Le Nain
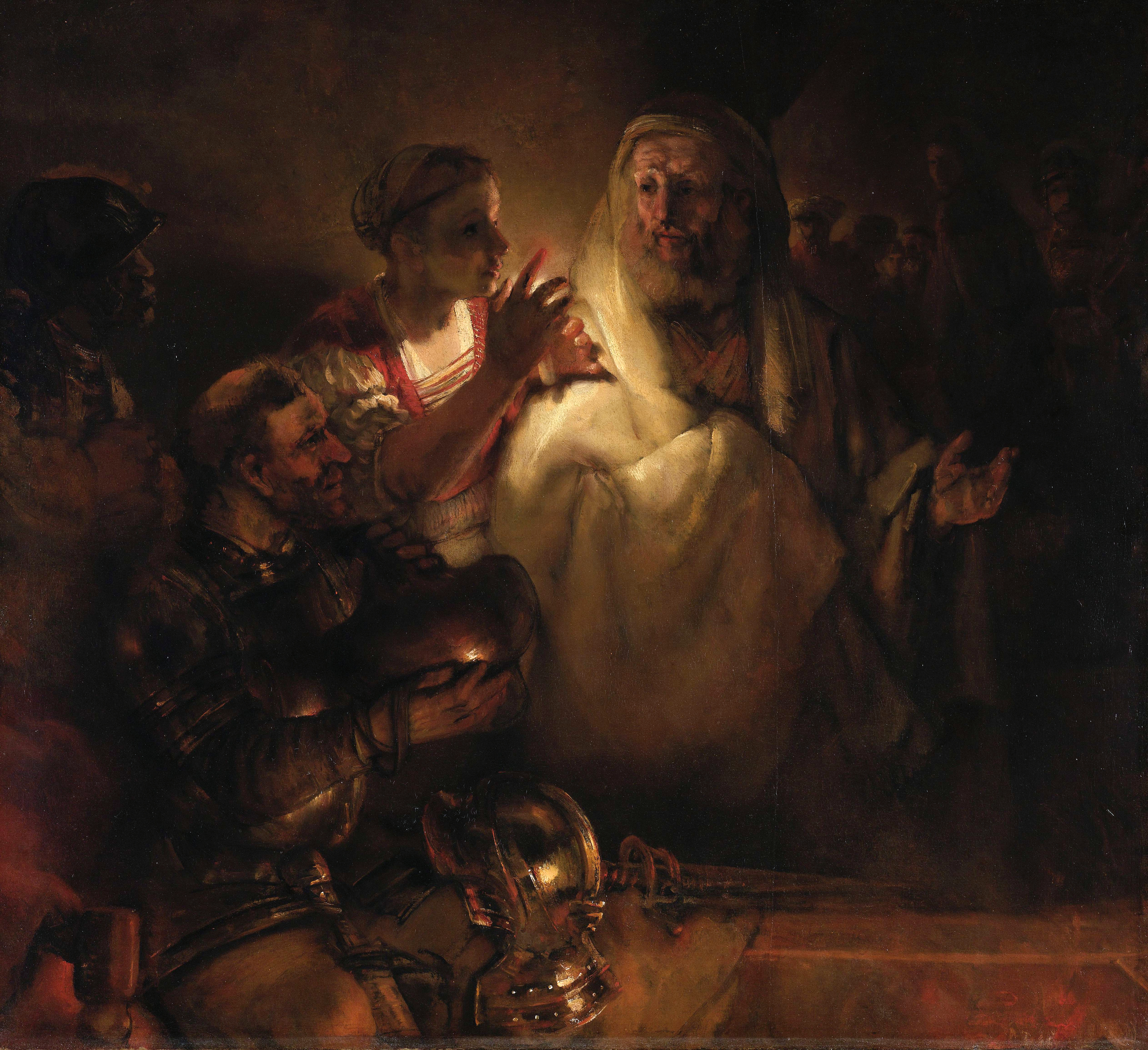
Rembrandt

### En musique
- Roland de Lassus, compositeur franco-flamand installé à la cour de Bavière, s'inspira du poème de Tansillo, pour son cycle de 21 madrigaux spirituels, de même titre, à sept voix. Le recueil a été publié à Munich en 1594 (CD, Sony, Vivarte, 1993, par ex.).

- Marc-Antoine Charpentier, compositeur français de la seconde moitié du XVIIe siècle, est l'auteur d'un oratorio portant ce même titre (1704). Réf. H.424 dans le catalogue.

- En 1723 (dans sa Passion selon saint Jean) et en 1729 (dans sa Passion selon saint Matthieu), Jean-Sébastien Bach mit par deux fois cette scène en musique.
- Twenty One Pilots, groupe américain de rock, fait référence aux reniements dans sa chanson Ode To Sleep.

- L'artiste américaine Lady Gaga fait référence au triple reniement de Pierre dans sa chanson Judas.